# Богор
Бого́р (індонез. Bogor; нід. Buitenzorg) — місто в Індонезії, на заході острова Ява, за 48 км на південь від Джакарти.
Залізнична станція. Потужний завод автошин. Текстильна, шкіряна, скляна промисловість.

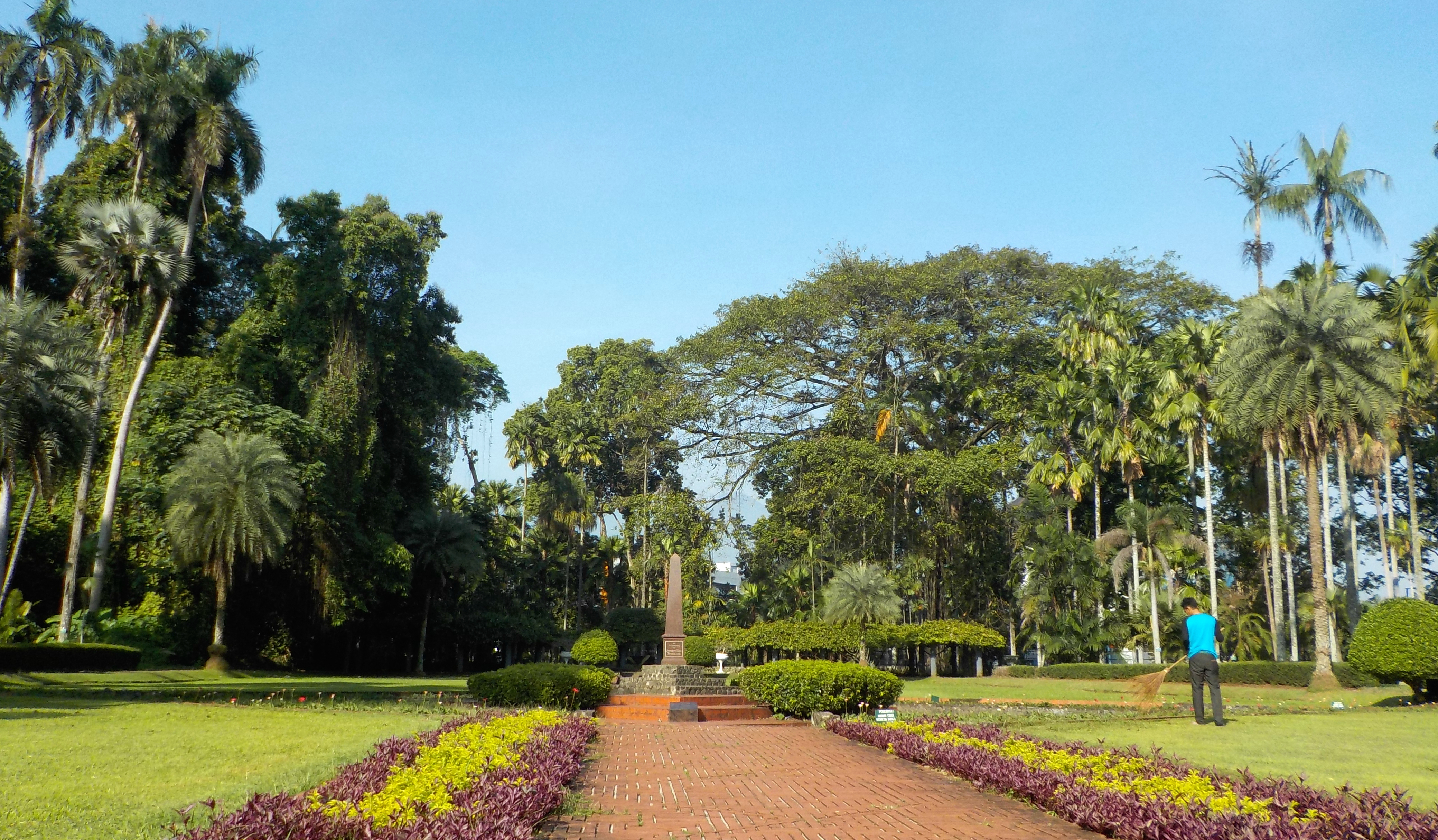
У Богорському ботанічному саду.

Великий ботанічний сад тропічної рослинності. Курорт.

## Клімат
Місто знаходиться у зоні, котра характеризується вологим тропічним кліматом. Найтепліший місяць — травень із середньою температурою 26.8 °C (80.2 °F). Найхолодніший місяць — січень, із середньою температурою 25.6 °С (78.1 °F).
| Клімат Богора           | Клімат Богора | Клімат Богора | Клімат Богора | Клімат Богора | Клімат Богора | Клімат Богора | Клімат Богора | Клімат Богора | Клімат Богора | Клімат Богора | Клімат Богора | Клімат Богора | Клімат Богора |
| Показник                | Січ.          | Лют.          | Бер.          | Квіт.         | Трав.         | Черв.         | Лип.          | Серп.         | Вер.          | Жовт.         | Лист.         | Груд.         | Рік           |
| Середня температура, °C | 25,6          | 25,7          | 26,2          | 26,7          | 26,8          | 26,4          | 26            | 26,3          | 26,5          | 26,8          | 26,6          | 26,1          | 26,3          |
| Норма опадів, мм        | 453.3         | 371.6         | 405           | 426.4         | 332           | 200           | 196.2         | 263.7         | 337.6         | 316.2         | 358.7         | 359.4         | 4020.1        |
| Днів з опадами          | 17,3          | 14,3          | 16            | 15,9          | 14,1          | 11,9          | 9,1           | 8,5           | 8,6           | 12,4          | 17,2          | 18,5          | 163,8         |
| Вологість повітря, %    | 87.7          | 87            | 86.3          | 85.4          | 85.3          | 83.6          | 81.5          | 80.1          | 79.6          | 80.9          | 83.1          | 85            | 83.8          |
| ----------------------- | ------------- | ------------- | ------------- | ------------- | ------------- | ------------- | ------------- | ------------- | ------------- | ------------- | ------------- | ------------- | ------------- |
| Джерело: Weatherbase    |               |               |               |               |               |               |               |               |               |               |               |               |               |